# Daryl Thompson
Daryl Marcelo Thompson (La Plata, 2 novembre 1985) è un giocatore di baseball statunitense, free agent dal 2011.

## Minor League
Thompson venne selezionato all'8º giro del draft amatoriale del 2003 come 237a scelta dai Montreal Expos. Nel 2005 iniziò nella South Atlantic League singolo A con i Savannah Sand Gnats finendo con 2 vittorie e 3 sconfitte, 3.35 di ERA in 11 partite da partente, ottenendo un premio individuale. Nel 2006 giocò nella New York-Penn League singolo A breve stagione con i Vermont Lake Monsters finendo con una sconfitta, 6.75 di ERA in 4 partite tutte da partente, poi il 13 luglio 2006 venne ceduto dai Washington Nationals con Bill Bray, Royce Clayton, Brendan Harris e Gary Majewski ai Cincinnati Reds per Austin Kearns, Felipe López and Ryan Wagner. Giocò nella Gulf Coast League rookie con i GCL Reds finendo con 2.57 di ERA in 5 partite di cui 4 da partente.
Nel 2007 giocò nella Midwest League singolo A con i Daytona Dragons finendo con 5 vittorie e nessuna sconfitta, 0.56 di ERA in 5 partite tutte da partente, ottenendo un premio. In seguito giocò nella Florida State League singolo A avanzato con i Sarasota Reds finendo con 9 vittorie e 5 sconfitte, 3.77 di ERA in 22 partite tutte da partente, ottenendo un premio. Nel 2008 giocò una singola partita con i GCL Reds finendo con 0.00 di ERA, poi giocò con i Sarasota Reds finendo con 2 sconfitte, 6.89 di ERA in 3 partite tutte da partente. Passò in seguito nella Southern League (SOU) doppio A con i Chattanooga Lookouts finendo con 3 vittorie e 2 sconfitte, 1.76 di ERA in 10 partite tutte da partente ottenendo un premio. Infine passò nella International League triplo A con i Louisville Bats finendo con 5 vittorie e nessuna sconfitta, 2.76 di ERA in 7 partite tutte da partente.
Nel 2009 giocò una sola partita da partente con i GCL Reds finendo con 27.00 di ERA. Poi giocò con i Bats finendo con una vittoria e 2 sconfitte, 6.59 di ERA in 8 partite di cui 6 da partente. Nel 2010 giocò nella Arizona League rookie con gli Arizona League Reds finendo con una vittoria e nessuna sconfitta, 2.45 di ERA in 3 partite tutte da partente. Poi giocò nella (SOU) con i Carolina Mudcats finendo con nessuna vittoria e 5 sconfitte, 3.71 di ERA in 12 partite tutte da partente.
Nel 2011 con i Mudcats finì con una vittoria e 4 sconfitte, 4.44 di ERA in 9 partite tutte da partente. infine giocò con i Bats finendo con 3 vittorie e 4 sconfitte, 4.17 di ERA e nessuna salvezza su una opportunità in 17 partite di cui 15 da partente. Il 17 novembre 2011 firmò come free agent un contratto da minor league coi Minnesota Twins, nella stagione 2012 giocò nella (INT) con i Rochester Red Wings finendo con una vittoria e 5 sconfitte, 4.71 di ERA in 9 partite tutte da partente.
Il 22 agosto 2013 firmò come free agent coi New York Mets.

## Major League

### Cincinnati Reds (2008, 2011)
Debuttò nella MLB il 21 giugno 2008 contro i New York Yankees. Chiuse la stagione con 6.91 di ERA in 3 partite tutte da partente. Nel 2011 giocò una sola partita finendo con 15.00 di ERA.

## Vittorie e premi
- Lanciatore della settimana della Southern League con i Chattanooga Lookouts (14/04/2008)
- Lanciatore della settimana della Florida State League con i Sarasota Reds (20/08/2007)
- Lanciatore della settimana della Midwest League con i Daytona Dragons (23/04/2007)
- Lanciatore della settimana della South Atlantic League con i Savannah Sand Gnats (1/05/2005)
- Lanciatore della settimana della Arizona Fall League (8/11/2010).

## Numeri di maglia indossati
- n° 53 con i Cincinnati Reds (2008)
- n° 58 con i Reds (2011).